# Гвинед (королевство)
Эта статья посвящена средневековому королевству Уэльса. Об административной единице современного Уэльса см. Гуинет, о вымышленном королевстве из романов о дерини Кэтрин Куртц, см. Гвинед (фэнтези).
Королевство Гви́нед (валл. Teyrnas Gwynedd) — одно из кельтских королевств средневекового Уэльса. Традиционная территория Гвинеда — северо-запад страны, между реками Диви и Ди и вокруг Сноудонии (валл. Yr Eryri), а также остров Англси (валл. Ynys Môn). Правители Гвинеда, такие как Майлгун Хир, Грифид ап Лливелин, Оуайн Гвинед, Лливелин Великий и Лливелин Последний, традиционно играли ведущую роль среди валлийских правителей. Географические особенности этой удалённой гористой местности мешали королям Англии эффективно вести завоевательную политику. В честь основателя династии королевский дом Гвинеда часто зовётся Домом Кунеды, а старшая ветвь, ведущая начало от Анарауда ап Родри, называется линией властителей Аберфрау (хотя их столица далеко не всегда располагалась именно в Аберфрау).
В начале XIII века Лливелин Великий сделал центром королевства область по берегу Ирландского моря от Бангора до Конуи: королевская резиденция размещалась в Гарт-Келин, на берегу пролива Менай. Бангор был центром диоцеза, а в Конуи был цистерцианский монастырь, тесно связанный с континентальными обителями этого ордена. Напротив Гарт-Келина, на берегу Англси, находился важный торговый порт Лланвайс.